# Jón Rói Jacobsen
Jón Rói Jacobsen (født 7. april 1983) er en tidligere  fodboldspiller fra Færøerne, som har spillet for AaB i perioden 2006-2008. Gennem karrieren blev det til 23 kampe og et mål for AaB. Jón Rói Jacobsen har vundet det danske mesterskab med AaB i sæsonen 2007/08. Jón Rói Jacobsen har tidligere spillet i HB Tórshavn, Boldklubben Frem og Brøndby IF. Desuden har han spillet 35 kampe på Færøernes fodboldlandshold fra 2001-2008.
Jón Rói Jacobsen har fra 2008-2009 spillet i Boldklubben Frem.

## Titler

### Klub
AaB
- Superligaen (1):  2007-08

### Individuel
- Boldklubben Frem Årets spiller (1) : 2005[1]